# كولن كيني
كولن كيني (بالإنجليزية: Colin Kenny)‏ هو ممثل أيرلندي، ولد في 4 ديسمبر 1888 بدبلن في جمهورية أيرلندا، وتوفي في 2 ديسمبر 1968 بلوس أنجلوس في الولايات المتحدة.

## أعمال

### أفلام
- (1935) القبطان بلود
- (1935) سيدة لطيفة
- (1938) مغامرات روبن هود[3]
- (1940) المراسل الأجنبي
- (1941) دكتور جيكل ومستر هايد
- (1944) لؤلؤة الموت
- (1947) السيد فيردو[4][5]
- (1952) أضواء المسرح
- (1952) الرجل الهادئ
- (1957) شاهد على المحاكمة[6]
- (1958) الهتاف الأخير
- (1959) شمالا إلى الشمال الغربي
- (1961) حكم في نورمبرغ
- (1964) سيدتي الجميلة[7]

## وصلات خارجية
- كولن كيني على موقع IMDb (الإنجليزية)
- كولن كيني على موقع أول موفي (الإنجليزية)
- كولن كيني على موقع قاعدة بيانات الأفلام السويدية (السويدية)
- كولن كيني على موقع قاعدة بيانات الفيلم (الإنجليزية)
- كولن كيني على موقع كينوبويسك (الروسية)